# La Cèla (Var)
La Cèla (en francès La Celle) és un municipi francès situat al departament del Var i a la regió de Provença – Alps – Costa Blava.

## Demografia
| 1962                                       | 1968 | 1975 | 1982 | 1990 | 1999  | 2006  |
| ------------------------------------------ | ---- | ---- | ---- | ---- | ----- | ----- |
| 243                                        | 363  | 543  | 730  | 911  | 1.082 | 1.239 |
| Des de 1962: població sense dobles comptes |      |      |      |      |       |       |

## Administració
| Període | Identitat    | Partit |
| ------- | ------------ | ------ |
| 2008-   | Jacques Paul |        |